# Kees Brouwer
Mr. Cornelis Brouwer (Dordrecht, 17 maart 1919 - Den Haag, 27 januari 2001) was Nederlands verzetsstrijder tijdens de Tweede Wereldoorlog.
Kees Brouwer was van maart 1943 tot het einde van de oorlog betrokken bij een inlichtingengroep op militair gebied. Hij volgde in april 1944 Theo van Lier op als leider van de Spionagegroep Albrecht. Hij droeg ook bij aan innovatieve manieren om berichten door te geven.
Brouwer woonde in Den Haag. Vanaf 1948 was Brouwer internationaal actief voor vluchtelingen. Hij richtte de Stichting Vluchteling op en was hun voorzitter van 1982 tot 1991. Ook was hij Nederlands vertegenwoordiger van het Hoog Commissariaat voor de Vluchtelingen van de Verenigde Naties.
Hij was lid van de Raad van State in buitengewone dienst van 1985 - 1987.
Brouwer was getrouwd en had acht kinderen: vijf dochters en drie zoons.

## Onderscheidingen

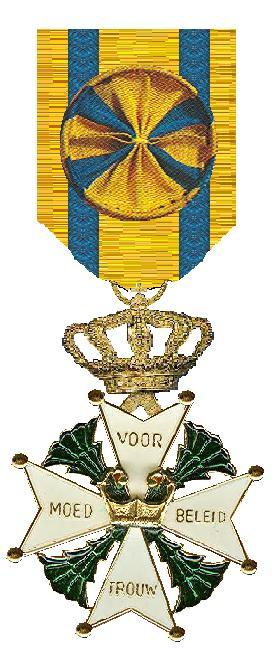

- Ridder der 4e klasse der Militaire Willems-Orde, 14 december 1949
- Officier in de Orde van Oranje-Nassau, 3 februari 1981
- The King's Medal for Courage in the Cause of Freedom van Groot-Brittannië
- Erekruis Huisorde van Oranje
- Carnegie Wateler Vredesprijs